# 欧南
奥南（法語：Onnens (Vaud)）是瑞士联邦西部法语区的沃州下设的一个镇。在行政上属于沃州北汝拉区管辖。奥南的总面积为5.11平方公里。截至2010年底，总人口为470。

## 地理
欧南是纳沙泰尔湖北岸偏西的临湖小镇。